# Ichigo Ichie
Ichigo Ichie é um restaurante japonês kaiseki em Cork, Irlanda. Foi premiado com uma estrela Michelin em 2019.
O nome do restaurante faz alusão à expressão japonesa Ichi-go ichi-e (一期一会), literalmente "uma vez, um encontro", lembrando as pessoas de valorizarem qualquer reunião da qual participem, citando o facto de que muitos encontros na vida não se repetem. Embora o anfitrião e os convidados possam ver-se frequentemente em eventos sociais, o encontro de um dia nunca pode ser repetido exatamente.
Desde janeiro de 2024, é conhecido como Ichigo Ichie Bistro and Natural Wine e tem um modelo de jantar mais casual.

## Prémios
- Estrela Michelin: desde 2019[7]